# 11-я сессия Комитета всемирного наследия ЮНЕСКО

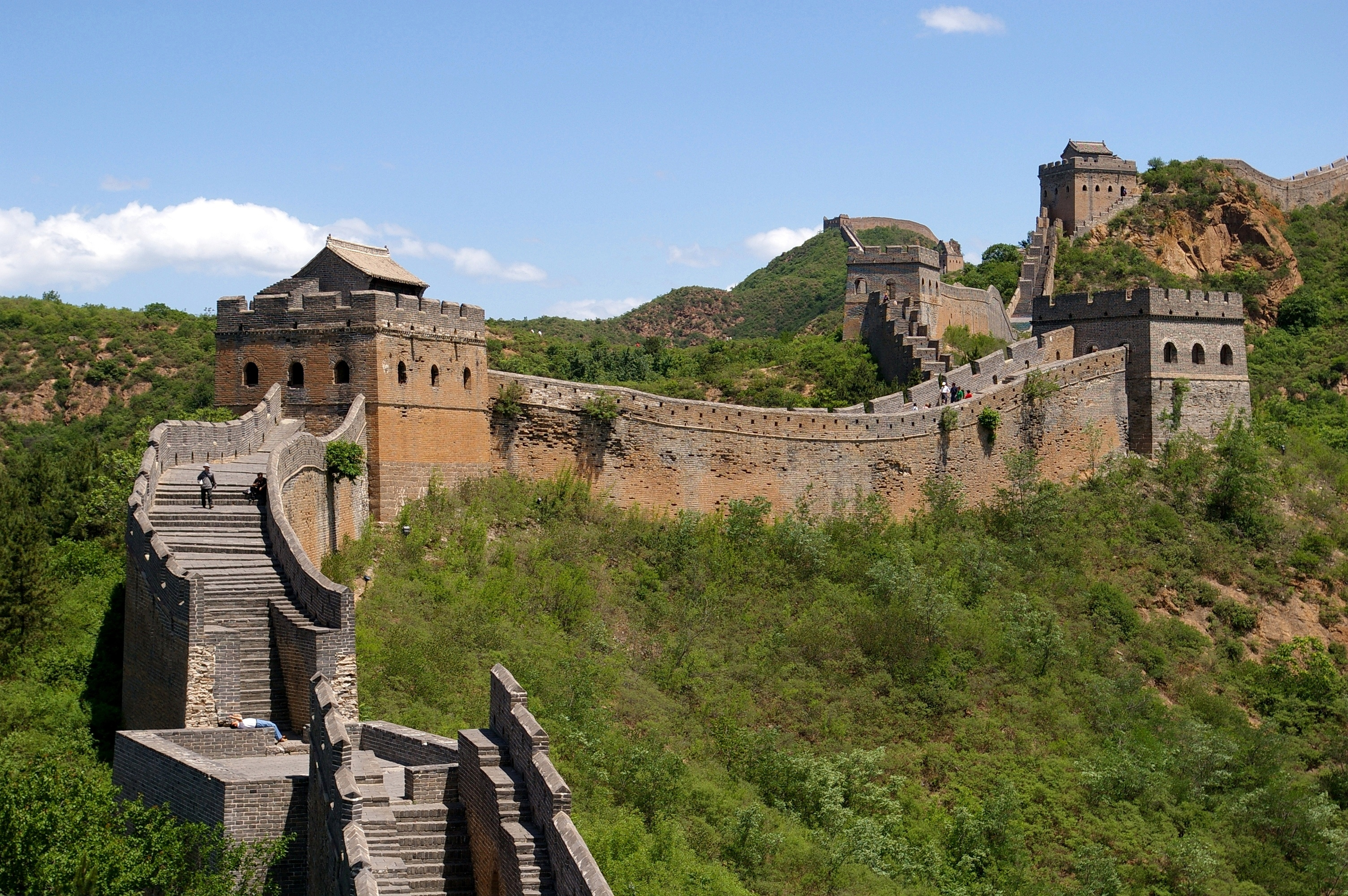
Великая китайская стена

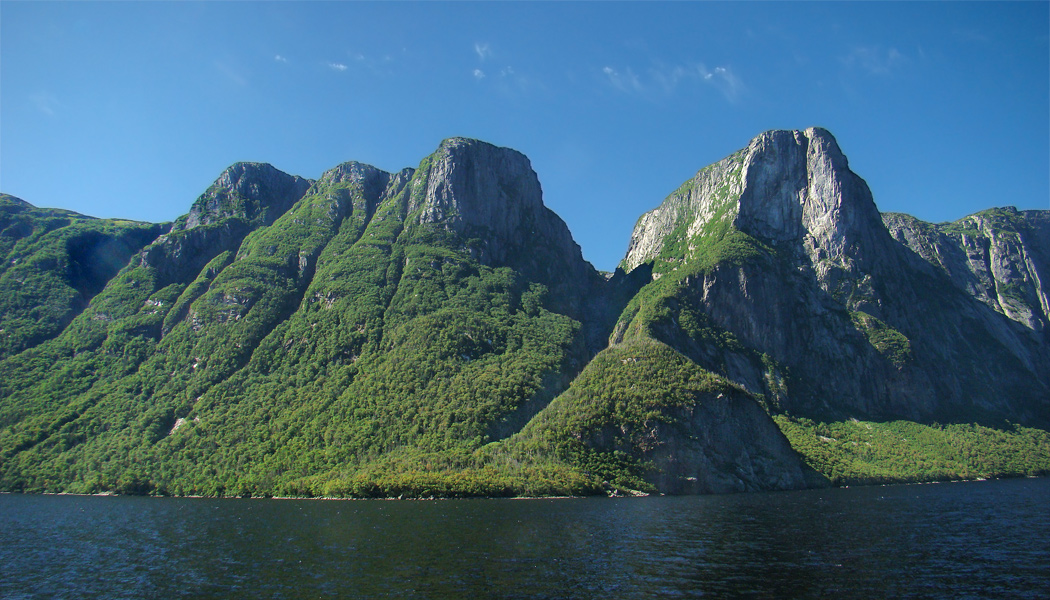
Грос-Морн (национальный парк)

11-я сессия Комитета всемирного наследия ЮНЕСКО проходила с 7 по 11 декабря 1987 года, в Париже во Франции. Было подано 61 объект в список всемирного наследия ЮНЕСКО. 32 объекта культурного наследия, 1 смешанного объекта и 8 природного наследия. Таким образом, общее число регистраций достигло 287 (211 культурного наследия, 11 смешанных и 65 природных описания наследия).

## Объекты, внесённые в список всемирного наследия

### Культурное наследие
Боливия: Горнозаводской город Потоси
Бразилия: Город Бразилиа
Великобритания: Бленхеймский дворец
Великобритания: Город Бат
Великобритания: Вестминстерский дворец, Вестминстерское аббатство и Церковь Святой Маргариты
Венгрия: Будапешт: берег Дуная, Проспект Андраши (расширена в 2002 году)
Венгрия: Историческое село Холлокё и прилегающая окрестность
Германия / Великобритания: Лимес
Германия: Ганзейский город Любек
Греция: Археологические памятники Дельфы
Греция: Афинский Акрополь
Индия: Пещерные храмы на острове Элефанта
Индия: Памятники Паттадакал
Индия: Храмы Чола
Италия: Венеция и её лагуны
Италия: Площадь Чудес в городе Пиза
Китай: Великая китайская стена
Китай: Императорские дворцы Империи Мин и Цин в городах Пекин и Шэньян (расширен в 2004 году)
Китай: Пещеры Могао
Китай: Гробница первого императора династии Цинь - Терракотовая армия
Китай: Стоянка «пекинского человека» в городе Чжоукоудянь
Марокко: Касба в Айт-Бен-Хадду
Мексика: Доиспанский город и национальный парк Паленке
Мексика: Исторический центр Сочимилько в городе Мехико
Мексика: Доиспанский город Теотиуакан
Мексика: Исторический центр Оахака-де-Хуарес в Монте-Альбан
Мексика: Исторический центр города Пуэбла-де-Сарагоса
Оман: Крепость Бахла
Испания: Севильский кафедральный собор, Севильский Алькасар, Архив Индий в городе Севилья
Турция: Археологические находки на горе Немрут-Даг
США: Усадьба Монтичелло и Виргинский университет в Шарлотсвилле
США: Национальный исторический парк Чако

### Смешанные
Китай: Гора Тайшань

### Природное наследие
Австралия: Национальный парк Улуру-Ката Тьюта (расширена в 2004 году)
Индия: Мангровые заросли Сундарбан
Камерун: Фаунистический резерват Джа
Канада: Национальный парк Грос-Морн (национальный парк)
Мексика: Биосферный резерват Сиан-Каан
Перу: Национальный парк Ману
Танзания: Национальный парк Килиманджаро
США: Национальный парк Хавайи-Волкейнос

### Расширены
Австралия: Национальный парк Какаду

### Убраны из Красного списка
Ни один объект не был добавлен.

### Добавлены в Красный список
Ни один объект не был добавлен.